# Bromadiolon

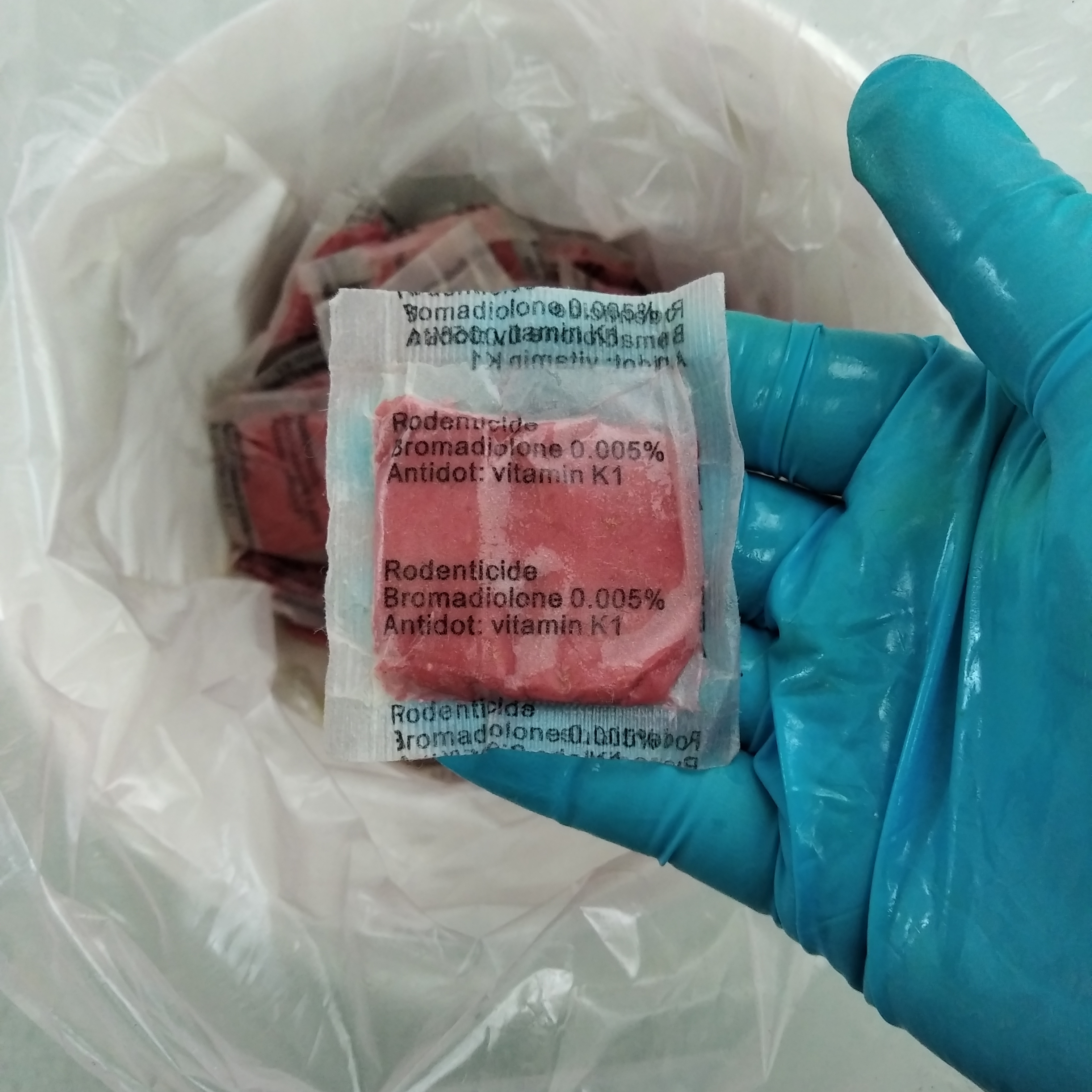
Paste enthält Bromadiolon (0,005 %)

Bromadiolon ist ein Gemisch von vier stereoisomeren chemischen Verbindungen aus der Gruppe der Cumarinderivate. Es wird als Rodentizid (Nagetiergift) verwendet.

## Eigenschaften
Bromadiolon ist ein weißer bis gelblicher Feststoff, der wenig löslich in Wasser ist. Das technische Produkt ist eine Mischung aus zwei Diastereomeren mit mindestens 97 % Reinheit.

## Stereoisomere
Der Wirkstoff enthält zwei Stereozentren, daraus ergeben sich vier verschiedene Stereoisomere:
- (1R,3S)-(4′-Hydroxy-3′-cumarinyl)-3-phenyl-1-(4′-brombiphenyl)-1-propanol
- (1S,3R)-(4′-Hydroxy-3′-cumarinyl)-3-phenyl-1-(4′-brombiphenyl)-1-propanol
- (1R,3R)-(4′-Hydroxy-3′-cumarinyl)-3-phenyl-1-(4′-brombiphenyl)-1-propanol
- (1S,3S)-(4′-Hydroxy-3′-cumarinyl)-3-phenyl-1-(4′-brombiphenyl)-1-propanol

Das (1R,3S)-Isomer und das (1S,3R)-Isomer sind Diastereomere der (1R,3R)- und (1S,3S)-konfigurierten Isomere. Erstere werden als trans-Bromadiolon bezeichnet und sind zu etwa 70–90 % im Gemisch vorhanden.  Die (1R,3R)- und (1S,3S)-konfigurierten Isomere werden als cis-Bromadiolon bezeichnet, welches zu etwa 10–30 % im Gemisch des Rodentizids enthalten ist.
| Bromadiolon    | Bromadiolon    |
| -------------- | -------------- |
| (1R,3S)-Isomer | (1S,3R)-Isomer |
| (1R,3R)-Isomer | (1S,3S)-Isomer |

## Verwendung
Bromadiolon wird als Rodentizid verwendet. Es ist ein Antigerinnungsmittel der zweiten Generation und wird vor allem in der kommunalen und landwirtschaftlichen Rattenbekämpfung als Fraßköder eingesetzt. Es wirkt durch Hemmung der Prothrombinbildung und wird meist in einer Konzentration von 0,005 % eingesetzt. Die Patentierung als Rodentizid erfolgte 1967.

## Zulassung

### Als Biozidprodukt
Gemäß europäischer Gesetzgebung (Richtlinie 98/8/EG über das Inverkehrbringen von Biozid-Produkten) und mit Beschluss vom 31. Juli 2009 liegt ein Entscheid vor, den Wirkstoff Bromadiolon in die entsprechende Liste (Anhang I/IA der Richtlinie 98/8/EG) für die Produktart 14 (Rodentizide) aufzunehmen. Die Abgabe von Biozidprodukten, die den Wirkstoff Bromadiolon enthalten, ist somit in der EU (die Schweiz hat diese Bestimmung übernommen) weiterhin erlaubt. Diese Bewilligung wurde jedoch an gewisse Auflagen geknüpft:
- Die nominale Konzentration des Wirkstoffs in den Produkten darf 50 mg/kg nicht übersteigen und es dürfen nur gebrauchsfertige Produkte zugelassen werden. Die Produkte dürfen nicht als Haftgift verwendet werden.
- Zur Risikominderung gegenüber Menschen, Nicht-Zieltieren und Umwelt sind geeignete Maßnahmen umzusetzen. So die Beschränkung auf die Anwendung durch Fachpersonal, die Festlegung einer Packungshöchstgröße und die Verpflichtung zur Verwendung zugriffsgesicherter, stabiler Köderboxen.
- Die Bewilligung wurde zunächst befristet bis 30. Juni 2016 und eine Verlängerung an eine erneute Risikobeurteilung geknüpft.

Mit dem Durchführungsbeschluss 2015/1737 wurde das Ablaufdatum auf den 30. Juni 2018 verschoben. Die Risikobeurteilung erlaubte eine Verlängerung der Zulassung, welche mit der Durchführungsverordnung 2017/1380 umgesetzt wurde. Dabei gelten weiterhin die oben angegebenen Einschränkungen. Außerdem:
- dürfen – je nach Anwendungsgebiet – maximal 300 g Köder je Packung verkauft werden,
- ist die Anwendung für bestimmte Zwecke nur in Gebäuden zulässig,
- müssen Informationen über die Risiken beiliegen.

Die Genehmigung wurde bis zum 30. Juni 2024 erteilt. Die Ablauffrist der Genehmigung wurde Anfang 2024 durch einen Durchführungsbeschluss auf den 31. Dezember 2026 verschoben.

### Als Pflanzenschutzmittel
Gemäß europäischer Gesetzgebung (Richtlinie 91/414/EWG vom 15. Juli 1991 über das Inverkehrbringen von Pflanzenschutzmitteln) und mit Beschluss vom 8. Dezember 2008 der EU-Kommission wurde entschieden, den Wirkstoff Bromadiolon nicht in den Anhang I der Richtlinie 91/414/EWG (Positivliste der in Pflanzenschutzmitteln zulässigen Wirkstoffe) aufzunehmen. Die Abgabe von Pflanzenschutzmittel mit dem Wirkstoff Bromadiolon wäre ab 2012 nicht mehr erlaubt gewesen. Dieser Beschluss wurde mit Entscheid vom 15. April 2011 wieder aufgehoben. Die EU-Mitgliedstaaten können unter Einhaltung diverser gesetzlich vorgeschriebenen Bedingungen und Prüfverfahren Pflanzenschutzmittel mit dem Wirkstoff Bromadiolon wieder zulassen. In der EU war der Wirkstoff zwischen Anfang Juni 2011 und Ende Mai 2021 zugelassen.
In der Schweiz war der Wirkstoff Bromadiolon im Anhang 1 (zugelassene Wirkstoffe) der Pflanzenschutzverordnung ebenfalls aufgeführt. In der Schweiz war Bromadiolon in Präparaten gegen Ratten enthalten.
Heute sind in der Schweiz, in Österreich und in Deutschland keine Pflanzenschutzmittel zugelassen, die Bromadiolon als Wirkstoff enthalten.